# Abraham Nehmé
Abraham Nehmé (ur. 8 października 1927 w Kajtuli, zm. 9 grudnia 2022 w Libanie) – libański duchowny melchicki posługujący w Syrii, w latach 1986-2005 arcybiskup Himsu.

## Życiorys
Święcenia kapłańskie przyjął 3 stycznia 1954. 20 sierpnia 1986 został prekonizowany arcybiskupem Himsu. Chirotonię biskupią otrzymał 26 października 1986. 20 czerwca 2005 przeszedł na emeryturę.